# Saison 1999-2000 de la LHJMQ
Saison précédente Saison suivante
La saison 1999-2000 est la trentième-et-unième saison de hockey sur glace de la Ligue de hockey junior majeur du Québec. L'Océanic de Rimouski remporte la Coupe du président en battant en finale les Olympiques de Hull. 

## Contexte
La LHJMQ est réorganisée en deux associations de deux divisions chacune. Les noms Lebel et Dilio sont conservés pour ses associations, la première étant composée des divisions Ouest et Centrale, et la deuxième des divisions Est et Maritimes. La ligue réintroduit l'attribution d'un point pour une défaite en prolongation qui avait été testé lors de la saison 1984-1985.
Le Rocket de Montréal rejoint la ligue dans la division Ouest.

## Saison régulière

### Classement
| Clt | Équipe                         | Division  | PJ | V  | D  | N | DP | BP  | BC  | Pts |
| --- | ------------------------------ | --------- | -- | -- | -- | - | -- | --- | --- | --- |
| 1   | Océanic de Rimouski            | Est       | 72 | 48 | 18 | 4 | 2  | 370 | 274 | 102 |
| 2   | Wildcats de Moncton            | Maritimes | 72 | 44 | 20 | 5 | 3  | 292 | 211 | 96  |
| 3   | Remparts de Québec             | Est       | 72 | 44 | 20 | 4 | 4  | 289 | 213 | 96  |
| 4   | Mooseheads d'Halifax           | Maritimes | 72 | 41 | 20 | 6 | 5  | 316 | 259 | 93  |
| 5   | Drakkar de Baie-Comeau         | Est       | 72 | 31 | 31 | 5 | 5  | 257 | 285 | 72  |
| 6   | Screaming Eagles du Cap-Breton | Maritimes | 72 | 24 | 39 | 3 | 6  | 230 | 302 | 57  |
| 7   | Titan d'Acadie-Bathurst        | Maritimes | 72 | 20 | 40 | 8 | 4  | 227 | 311 | 52  |
| 8   | Saguenéens de Chicoutimi       | Est       | 72 | 22 | 44 | 3 | 3  | 226 | 320 | 50  |

| Clt | Équipe                      | Division | PJ | V  | D  | N | DP | BP  | BC  | Pts |
| --- | --------------------------- | -------- | -- | -- | -- | - | -- | --- | --- | --- |
| 1   | Olympiques de Hull          | Ouest    | 72 | 42 | 24 | 6 | 0  | 339 | 256 | 90  |
| 2   | Cataractes de Shawinigan    | Centrale | 72 | 37 | 25 | 5 | 5  | 295 | 257 | 84  |
| 3   | Voltigeurs de Drummondville | Centrale | 72 | 38 | 29 | 4 | 1  | 307 | 280 | 81  |
| 4   | Castors de Sherbrooke       | Centrale | 72 | 35 | 28 | 7 | 2  | 267 | 255 | 79  |
| 5   | Huskies de Rouyn-Noranda    | Ouest    | 72 | 33 | 33 | 4 | 2  | 272 | 288 | 72  |
| 6   | Rocket de Montréal          | Ouest    | 72 | 29 | 32 | 6 | 5  | 276 | 313 | 69  |
| 7   | Tigres de Victoriaville     | Centrale | 72 | 27 | 36 | 3 | 6  | 286 | 316 | 63  |
| 8   | Foreurs de Val-d'Or         | Ouest    | 72 | 19 | 41 | 7 | 5  | 244 | 267 | 50  |

- En gras et en italique : champion de la saison régulière et directement qualifié pour les quarts de finale des séries
- En gras : champion d'association et directement qualifié pour les quarts de finale des séries
- En italique : qualifié pour les huitièmes de finale des séries

### Meilleurs pointeurs
| Clt | Joueur            | Équipe                     | PJ | B  | A   | Pts | Pun |
| --- | ----------------- | -------------------------- | -- | -- | --- | --- | --- |
| 1   | Brad Richards     | Rimouski                   | 63 | 71 | 115 | 186 | 69  |
| 2   | Ramzi Abid        | Acadie-Bathurst et Halifax | 72 | 67 | 91  | 158 | 209 |
| 3   | Simon Gamache     | Val-d'Or                   | 72 | 64 | 79  | 143 | 74  |
| 4   | Benoit Dusablon   | Val-d'Or et Halifax        | 72 | 47 | 88  | 135 | 63  |
| 5   | Marc-André Thinel | Victoriaville              | 71 | 59 | 73  | 132 | 55  |
| 6   | Jonathan Roy      | Drummondville et Moncton   | 73 | 64 | 63  | 125 | 50  |
| 6   | Carl Mallette     | Victoriaville              | 69 | 49 | 76  | 125 | 97  |
| 8   | Brandon Reid      | Halifax                    | 62 | 44 | 80  | 124 | 10  |
| 9   | Jérôme Tremblay   | Rouyn-Noranda              | 71 | 46 | 70  | 116 | 83  |
| 9   | Dominic Forget    | Shawinigan                 | 67 | 38 | 78  | 116 | 28  |

## Séries éliminatoires
Les équipes classées de la 2e à la 7e place de chaque association s'affrontent en huitième de finale des séries éliminatoires. Elles retrouvent ensuite en quart de finale les deux meilleures équipes de chaque association qui sont qualifiées directement pour cette étape.
|  | Huitièmes de finale            | Huitièmes de finale            | Huitièmes de finale         | Huitièmes de finale         |                          |                          | Quarts de finale | Quarts de finale | Quarts de finale | Quarts de finale |  |  | Demi-finales           | Demi-finales           | Demi-finales           | Demi-finales           |  |  | Finale         | Finale         | Finale         | Finale         |
|  |                                |                                |                             |                             |                          |                          |                  |                  |                  |                  |  |  |                        |                        |                        |                        |  |  |                |                |                |                |
|  |                                |                                |                             |                             |                          |                          | du 6 au 10 avril | du 6 au 10 avril | du 6 au 10 avril | du 6 au 10 avril |  |  | du 21 avril au 1er mai | du 21 avril au 1er mai | du 21 avril au 1er mai | du 21 avril au 1er mai |  |  | du 5 au 12 mai | du 5 au 12 mai | du 5 au 12 mai | du 5 au 12 mai |
|  |                                |                                |                             |                             |                          |                          | du 6 au 10 avril | du 6 au 10 avril | du 6 au 10 avril | du 6 au 10 avril |  |  | du 21 avril au 1er mai | du 21 avril au 1er mai | du 21 avril au 1er mai | du 21 avril au 1er mai |  |  | du 5 au 12 mai | du 5 au 12 mai | du 5 au 12 mai | du 5 au 12 mai |
|  |                                |                                |                             |                             |                          |                          | du 6 au 10 avril | du 6 au 10 avril | du 6 au 10 avril | du 6 au 10 avril |  |  | du 21 avril au 1er mai | du 21 avril au 1er mai | du 21 avril au 1er mai | du 21 avril au 1er mai |  |  | du 5 au 12 mai | du 5 au 12 mai | du 5 au 12 mai | du 5 au 12 mai |
|  |                                |                                |                             |                             |                          |                          | du 6 au 10 avril | du 6 au 10 avril | du 6 au 10 avril | du 6 au 10 avril |  |  | du 21 avril au 1er mai | du 21 avril au 1er mai | du 21 avril au 1er mai | du 21 avril au 1er mai |  |  | du 5 au 12 mai | du 5 au 12 mai | du 5 au 12 mai | du 5 au 12 mai |
|  | Océanic de Rimouski            | Océanic de Rimouski            | 4                           | 4                           |                          |                          |                  |                  |                  |                  |  |  | du 21 avril au 1er mai | du 21 avril au 1er mai | du 21 avril au 1er mai | du 21 avril au 1er mai |  |  | du 5 au 12 mai | du 5 au 12 mai | du 5 au 12 mai | du 5 au 12 mai |
|  | Océanic de Rimouski            | Océanic de Rimouski            | 4                           | 4                           | du 23 au 28 mars         |                          |                  |                  |                  |                  |  |  | du 21 avril au 1er mai | du 21 avril au 1er mai | du 21 avril au 1er mai | du 21 avril au 1er mai |  |  | du 5 au 12 mai | du 5 au 12 mai | du 5 au 12 mai | du 5 au 12 mai |
|  |                                |                                | Mooseheads d'Halifax        | Mooseheads d'Halifax        | 0                        | 0                        |                  |                  |                  |                  |  |  | du 21 avril au 1er mai | du 21 avril au 1er mai | du 21 avril au 1er mai | du 21 avril au 1er mai |  |  | du 5 au 12 mai | du 5 au 12 mai | du 5 au 12 mai | du 5 au 12 mai |
|  | Wildcats de Moncton            | Wildcats de Moncton            | Mooseheads d'Halifax        | Mooseheads d'Halifax        | 0                        | 0                        | 4                | 4                |                  |                  |  |  | du 21 avril au 1er mai | du 21 avril au 1er mai | du 21 avril au 1er mai | du 21 avril au 1er mai |  |  | du 5 au 12 mai | du 5 au 12 mai | du 5 au 12 mai | du 5 au 12 mai |
|  | Wildcats de Moncton            | Wildcats de Moncton            | du 3 au 17 avril            |                             |                          |                          | 4                | 4                |                  |                  |  |  | du 21 avril au 1er mai | du 21 avril au 1er mai | du 21 avril au 1er mai | du 21 avril au 1er mai |  |  | du 5 au 12 mai | du 5 au 12 mai | du 5 au 12 mai | du 5 au 12 mai |
|  | Titan d'Acadie-Bathurst        | Titan d'Acadie-Bathurst        | 0                           | 0                           |                          |                          |                  |                  |                  |                  |  |  | du 21 avril au 1er mai | du 21 avril au 1er mai | du 21 avril au 1er mai | du 21 avril au 1er mai |  |  | du 5 au 12 mai | du 5 au 12 mai | du 5 au 12 mai | du 5 au 12 mai |
|  | Titan d'Acadie-Bathurst        | Titan d'Acadie-Bathurst        | 0                           | 0                           | Océanic de Rimouski      | Océanic de Rimouski      | 4                | 4                |                  |                  |  |  |                        |                        |                        |                        |  |  | du 5 au 12 mai | du 5 au 12 mai | du 5 au 12 mai | du 5 au 12 mai |
|  | du 23 au 28 mars               |                                |                             |                             | Océanic de Rimouski      | Océanic de Rimouski      | 4                | 4                |                  |                  |  |  |                        |                        |                        |                        |  |  | du 5 au 12 mai | du 5 au 12 mai | du 5 au 12 mai | du 5 au 12 mai |
|  |                                |                                | Wildcats de Moncton         | Wildcats de Moncton         | 1                        | 1                        |                  |                  |                  |                  |  |  |                        |                        |                        |                        |  |  | du 5 au 12 mai | du 5 au 12 mai | du 5 au 12 mai | du 5 au 12 mai |
|  | Remparts de Québec             | Remparts de Québec             | Wildcats de Moncton         | Wildcats de Moncton         | 1                        | 1                        | 4                | 4                |                  |                  |  |  |                        |                        |                        |                        |  |  | du 5 au 12 mai | du 5 au 12 mai | du 5 au 12 mai | du 5 au 12 mai |
|  | Remparts de Québec             | Remparts de Québec             | du 20 au 24 avril           |                             |                          |                          | 4                | 4                |                  |                  |  |  |                        |                        |                        |                        |  |  | du 5 au 12 mai | du 5 au 12 mai | du 5 au 12 mai | du 5 au 12 mai |
|  | Screaming Eagles du Cap-Breton | Screaming Eagles du Cap-Breton | 0                           | 0                           |                          |                          |                  |                  |                  |                  |  |  |                        |                        |                        |                        |  |  | du 5 au 12 mai | du 5 au 12 mai | du 5 au 12 mai | du 5 au 12 mai |
|  | Screaming Eagles du Cap-Breton | Screaming Eagles du Cap-Breton | 0                           | 0                           | Wildcats de Moncton      | Wildcats de Moncton      | 4                | 4                |                  |                  |  |  |                        |                        |                        |                        |  |  | du 5 au 12 mai | du 5 au 12 mai | du 5 au 12 mai | du 5 au 12 mai |
|  | du 23 au 31 mars               |                                |                             |                             | Wildcats de Moncton      | Wildcats de Moncton      | 4                | 4                |                  |                  |  |  |                        |                        |                        |                        |  |  | du 5 au 12 mai | du 5 au 12 mai | du 5 au 12 mai | du 5 au 12 mai |
|  |                                |                                | Remparts de Québec          | Remparts de Québec          | 3                        | 3                        |                  |                  |                  |                  |  |  |                        |                        |                        |                        |  |  | du 5 au 12 mai | du 5 au 12 mai | du 5 au 12 mai | du 5 au 12 mai |
|  | Mooseheads d'Halifax           | Mooseheads d'Halifax           | Remparts de Québec          | Remparts de Québec          | 3                        | 3                        | 4                | 4                |                  |                  |  |  |                        |                        |                        |                        |  |  | du 5 au 12 mai | du 5 au 12 mai | du 5 au 12 mai | du 5 au 12 mai |
|  | Mooseheads d'Halifax           | Mooseheads d'Halifax           | du 6 au 14 avril            |                             |                          |                          | 4                | 4                |                  |                  |  |  |                        |                        |                        |                        |  |  | du 5 au 12 mai | du 5 au 12 mai | du 5 au 12 mai | du 5 au 12 mai |
|  | Drakkar de Baie-Comeau         | Drakkar de Baie-Comeau         | 2                           | 2                           |                          |                          |                  |                  |                  |                  |  |  |                        |                        |                        |                        |  |  | du 5 au 12 mai | du 5 au 12 mai | du 5 au 12 mai | du 5 au 12 mai |
|  | Drakkar de Baie-Comeau         | Drakkar de Baie-Comeau         | 2                           | 2                           | Océanic de Rimouski      | Océanic de Rimouski      | 4                | 4                |                  |                  |  |  |                        |                        |                        |                        |  |  |                |                |                |                |
|  |                                |                                |                             |                             | Océanic de Rimouski      | Océanic de Rimouski      | 4                | 4                |                  |                  |  |  |                        |                        |                        |                        |  |  |                |                |                |                |
|  |                                |                                | Olympiques de Hull          | Olympiques de Hull          | 1                        | 1                        |                  |                  |                  |                  |  |  |                        |                        |                        |                        |  |  |                |                |                |                |
|  |                                |                                |                             |                             | 1                        | 1                        |                  |                  |                  |                  |  |  |                        |                        |                        |                        |  |  |                |                |                |                |
|  |                                |                                |                             |                             |                          |                          |                  |                  |                  |                  |  |  |                        |                        |                        |                        |  |  |                |                |                |                |
|  |                                |                                |                             |                             |                          |                          |                  |                  |                  |                  |  |  |                        |                        |                        |                        |  |  |                |                |                |                |
|  | Olympiques de Hull             | Olympiques de Hull             | 4                           | 4                           |                          |                          |                  |                  |                  |                  |  |  |                        |                        |                        |                        |  |  |                |                |                |                |
|  | Olympiques de Hull             | Olympiques de Hull             | 4                           | 4                           | du 23 au 31 mars         |                          |                  |                  |                  |                  |  |  |                        |                        |                        |                        |  |  |                |                |                |                |
|  |                                |                                | Huskies de Rouyn-Noranda    | Huskies de Rouyn-Noranda    | 2                        | 2                        |                  |                  |                  |                  |  |  |                        |                        |                        |                        |  |  |                |                |                |                |
|  | Cataractes de Shawinigan       | Cataractes de Shawinigan       | Huskies de Rouyn-Noranda    | Huskies de Rouyn-Noranda    | 2                        | 2                        | 4                | 4                |                  |                  |  |  |                        |                        |                        |                        |  |  |                |                |                |                |
|  | Cataractes de Shawinigan       | Cataractes de Shawinigan       | du 6 au 16 avril            |                             |                          |                          | 4                | 4                |                  |                  |  |  |                        |                        |                        |                        |  |  |                |                |                |                |
|  | Tigres de Victoriaville        | Tigres de Victoriaville        | 2                           | 2                           |                          |                          |                  |                  |                  |                  |  |  |                        |                        |                        |                        |  |  |                |                |                |                |
|  | Tigres de Victoriaville        | Tigres de Victoriaville        | 2                           | 2                           | Olympiques de Hull       | Olympiques de Hull       | 4                | 4                |                  |                  |  |  |                        |                        |                        |                        |  |  |                |                |                |                |
|  | du 23 au 29 mars               |                                |                             |                             | Olympiques de Hull       | Olympiques de Hull       | 4                | 4                |                  |                  |  |  |                        |                        |                        |                        |  |  |                |                |                |                |
|  |                                |                                | Voltigeurs de Drummondville | Voltigeurs de Drummondville | 0                        | 0                        |                  |                  |                  |                  |  |  |                        |                        |                        |                        |  |  |                |                |                |                |
|  | Voltigeurs de Drummondville    | Voltigeurs de Drummondville    | Voltigeurs de Drummondville | Voltigeurs de Drummondville | 0                        | 0                        | 4                | 4                |                  |                  |  |  |                        |                        |                        |                        |  |  |                |                |                |                |
|  | Voltigeurs de Drummondville    | Voltigeurs de Drummondville    |                             |                             |                          |                          |                  | 4                |                  |                  |  |  |                        |                        |                        |                        |  |  |                |                |                |                |
|  | Rocket de Montréal             | Rocket de Montréal             | 1                           | 1                           |                          |                          |                  |                  |                  |                  |  |  |                        |                        |                        |                        |  |  |                |                |                |                |
|  | Rocket de Montréal             | Rocket de Montréal             | 1                           | 1                           | Cataractes de Shawinigan | Cataractes de Shawinigan | 3                | 3                |                  |                  |  |  |                        |                        |                        |                        |  |  |                |                |                |                |
|  | du 23 au 29 mars               |                                |                             |                             | Cataractes de Shawinigan | Cataractes de Shawinigan | 3                | 3                |                  |                  |  |  |                        |                        |                        |                        |  |  |                |                |                |                |
|  |                                |                                | Voltigeurs de Drummondville | Voltigeurs de Drummondville | 4                        | 4                        |                  |                  |                  |                  |  |  |                        |                        |                        |                        |  |  |                |                |                |                |
|  | Castors de Sherbrooke          | Castors de Sherbrooke          | Voltigeurs de Drummondville | Voltigeurs de Drummondville | 4                        | 4                        | 1                | 1                |                  |                  |  |  |                        |                        |                        |                        |  |  |                |                |                |                |
|  | Castors de Sherbrooke          | Castors de Sherbrooke          |                             |                             |                          |                          |                  | 1                |                  |                  |  |  |                        |                        |                        |                        |  |  |                |                |                |                |
|  | Huskies de Rouyn-Noranda       | Huskies de Rouyn-Noranda       | 4                           | 4                           |                          |                          |                  |                  |                  |                  |  |  |                        |                        |                        |                        |  |  |                |                |                |                |
|  | Huskies de Rouyn-Noranda       | Huskies de Rouyn-Noranda       | 4                           | 4                           |                          |                          |                  |                  |                  |                  |  |  |                        |                        |                        |                        |  |  |                |                |                |                |
|  |                                |                                |                             |                             |                          |                          |                  |                  |                  |                  |  |  |                        |                        |                        |                        |  |  |                |                |                |                |

## Équipes d'étoiles
La ligue sélectionne trois équipes d'étoiles dont une pour les recrues.

### Première équipe
- Gardien de but : Simon Lajeunesse, Wildcats de Moncton
- Défenseur gauche : Michel Periard, Océanic de Rimouski
- Défenseur droit : Jonathan Girard, Wildcats de Moncton
- Ailier gauche : Ramzi Abid, Titan d'Acadie-Bathurst et Mooseheads d'Halifax
- Centre : Brad Richards, Océanic de Rimouski
- Ailier droit : Marc-André Thinel, Tigres de Victoriaville
- Entraîneur : Doris Labonté, Océanic de Rimouski

### Deuxième équipe
- Gardien de but : Maxime Ouellet, Remparts de Québec
- Défenseur gauche : François Beauchemin, Titan d'Acadie-Bathurst et Wildcats de Moncton
- Défenseur droit : Jonathan Gauthier, Huskies de Rouyn-Noranda
- Ailier gauche : Simon Gamache, Foreurs de Val-d'Or
- Centre : Brandon Reid, Mooseheads d'Halifax
- Ailier droit : Mathieu Benoît, Titan d'Acadie-Bathurst et Wildcats de Moncton
- Entraîneur : Jean Pronovost, Huskies de Rouyn-Noranda

### Équipe des recrues
- Gardien de but : Ghislain Rousseau, Drakkar de Baie-Comeau
- Défenseur gauche : Kirill Safronov, Remparts de Québec
- Défenseur droit : Kristian Kudroc, Remparts de Québec
- Ailier gauche : Frédéric Faucher, Voltigeurs de Drummondville
- Centre : Chris Montgomery, Rocket de Montréal
- Ailier droit : Maxime Bouchard, Huskies de Rouyn-Noranda
- Entraîneur : Pascal Vincent, Screaming Eagles du Cap-Breton

## Trophées
Trois récompenses collectives et vingt individuelles sont décernées.

### Récompenses collectives
- Coupe du président (champions des séries éliminatoires) : Océanic de Rimouski
- Trophée Jean-Rougeau (champions de la saison régulière) : Océanic de Rimouski
- Trophée Robert-Lebel (meilleure moyenne de buts encaissés) : Wildcats de Moncton

### Récompenses individuelles
- Trophée Jean-Béliveau (meilleur pointeur) : Brad Richards, Océanic de Rimouski
- Trophée Jacques-Plante (meilleure moyenne de buts encaissés) : Simon Lajeunesse, Wildcats de Moncton
- Trophée Michel-Bergeron (meilleure recrue offensive) : Christopher Montgomery, Rocket de Montréal
- Trophée Frank-J.-Selke (joueur le plus gentilhomme) : Jonathan Roy, Wildcats de Moncton
- Trophée Michel-Brière (meilleur joueur) : Brad Richards, Océanic de Rimouski
- Trophée Émile-Bouchard (meilleur défenseur) : Michel Periard, Océanic de Rimouski
- Trophée Guy-Lafleur (meilleur joueur des séries éliminatoires) : Brad Richards, Océanic de Rimouski
- Trophée Michael-Bossy (meilleur espoir) : Antoine Vermette, Tigres de Victoriaville
- Trophée Raymond-Lagacé (meilleure recrue défensive) : Kirill Safronov, Remparts de Québec
- Trophée Marcel-Robert (meilleur étudiant) : Yanick Lehoux, Drakkar de Baie-Comeau
- Trophée Paul-Dumont (personnalité de l'année) : Brad Richards, Océanic de Rimouski
- Trophée John-Horman (administrateur de l'année) : Maurice Tanguay, Océanic de Rimouski
- Coupe Telus - Offensif (meilleur joueur offensif de l'année) : Brad Richards, Océanic de Rimouski
- Coupe Telus - Défensif (meilleur joueur défensif de l'année) : Simon Lajeunesse, Wildcats de Moncton
- Plaque AutoPro (meilleur différentiel plus/moins) : Brad Richards, Océanic de Rimouski
- Plaque du Groupe Saint-Clair (meilleur directeur marketing) : Geneviève Lussier, Castors de Sherbrooke
- Coupe RDS (meilleure recrue) : Christopher Montgomery, Rocket de Montréal
- Trophée Ron-Lapointe (meilleur entraîneur) : Doris Labonté, Océanic de Rimouski
- Plaque Wittnauer (plus grande implication dans la communauté) : Simon Gamache, Foreurs de Val-d'Or
- Plaque Philips (meilleur pourcentage de mises en jeu remportées) : Éric Pinoul, Castors de Sherbrooke